# Eichen (Bad Münstereifel)
Eichen is een plaats in de Duitse gemeente Bad Münstereifel, deelstaat Noordrijn-Westfalen.